# Oona Sevenius
Oona Ilona Sevenius (* 28. April 2004 in Nurmijärvi) ist eine finnische Fußballspielerin und Nationalspielerin.

## Spielerkarriere

### Vereine
Sevenius spielte nach ihrer Jugendzeit für den in Vantaa ansässigen PK-35 Vantaa in der Kansallinen Liiga, der höchsten Spielklasse im finnischen Frauenfußball und kam mit Beginn der Spielzeit am 13. Juni 2020 beim 3:0-Sieg im Heimspiel gegen Jyväskylän Pallokerho das erste Mal im Seniorinnenbereich zum Einsatz. Es war ihr erstes von 16 Punktspielen, in denen sie drei Tore erzielte. In der Spielzeit 2021 wurde sie in allen 22 Punktspielen berücksichtigt, in denen sie 13 Tore erzielte.
In der Spielzeit 2022 war sie Vertragsspielerin des HJK Helsinki, für den Ligakonkurrenten sie in 23 Punktspielen 16 Tore erzielte. Von Januar 2023 bis Januar 2025 gehörte sie dem italienischen Erstligisten AC Mailand an, für den sie in der Serie A zu Punktspielen kam, wie auch auf Leihbasis für den FC Como von Juli 2023 bis Juni 2024. Seit März 2025 spielt sie in Schweden für den amtierenden Meister FC Rosengård in der Damallsvenskan.

### Nationalmannschaft
Sevenius kam als Nationalspielerin für den SPL auch in der U16-Nationalmannschaft zum Einsatz. Ihr einziges Länderspiel bestritt sie am 9. Oktober 2019 in Eerikkilän beim 4:1-Sieg im Freundschaftsspiel gegen das U16-Team Schwedens; sie erzielte mit den Treffern zum 1:1, 3:1 und 4:1 in der 67., 74. und 80. Minute gleich drei Tore.
Zuvor debütierte sie am 30. August 2019 in der U17-Nationalmannschaft, die das in Freundschaft ausgetragenen Länderspiel gegen die U17-Nationalmannschaft Dänemarks in Klaukkala mit 1:0 gewann – durch ihr Tor in der 26. Minute. Drei Tage später und am selben Spielort war sie mit ihrer Mannschaft derselben Mannschaft mit 2:3 unterlegen. Drei weitere Freundschaftsspiele bestritt sie mit ihrer Mannschaft am 20., 23. und 26. Oktober 2019 (5:1 vs. Estland (2 Tore), 1:5 vs. Slowakei, 0:3 vs. Österreich).
Vom 16. September 2021 bis zum 11. April 2023 wurde sie in 20 Länderspielen der U19-Nationalmannschaft berücksichtigt, in denen sie 13 Tore erzielte. In diesem Zeitraum unterstützte sie auch zweimal die U18-Nationalmannschaft mit ihrem 1:0-Siegtor über die U18-Nationalmannschaft Islands am 22. Juni 2022 in Lahti und beim 2:2-Unentschieden in Nastola.
Ihre Premiere in der A-Nationalmannschaft hatte sie am 14. Juli 2023 in Reykjavik beim 2:1-Sieg im Freundschaftsspiel gegen die Nationalmannschaft Islands mit Einwechslung für Linda Sällström in der vierten Minuten der Nachspielzeit. Es war zugleich auch ihr erstes von (bislang) drei in Freundschaft ausgetragenen Länderspielen. In ihrem zweiten, am 21. Februar 2024 in San Pedro del Pinatar beim 4:0-Sieg über die Nationalmannschaft Philippiniens, erzielte sie gar drei Tore.
Sie kam ferner im ersten und im dritten bis sechsten Spiel der Gruppe B2 (1 Tor fünftes Spiel) und in allen vier Spielen der Gruppe B3 im Wettbewerb der Nations League zum Einsatz wie auch in allen sechs Spielen der EM-Qualifikationsgruppe A1 und in den beiden in Hin- und Rückspiel ausgetragenen Ausschlussspielen gegen die Nationalmannschaften Montenegros (1:0, 5:0) und Schottlands (0:0, 2:0).
Sie nahm mit ihrer Mannschaft am Einladungsturnier um den Pinatar Cup 2024 teil und wurde bei nur vier teilnehmenden Mannschaften am 24. Februar beim 1:0-Sieg über die Nationalmannschaft Sloweniens im Halbfinale und am 27. Februar beim 5:4-Sieg im Elfmeterschießen gegen die Nationalmannschaft Schottlands im Finale eingesetzt, in der Begegnung sie ihre Mannschaft in der 21. Minute in Führung schoss.

### Erfolge
Nationalmannschaft
- Pinatar-Cup-Sieger 2024

HJK Helsinki
- Zweiter Finnische Meisterschaft 2022
- Finnischer Pokal-Finalist 2022